# 内蒙古精神卫生中心
内蒙古精神卫生中心，也称内蒙古第三医院，建于1960年，是内蒙古自治区规模最大、建院最早的以治疗精神疾病、心理疾病、神经内科疾病等疾病为主的专科医院。该院位于内蒙古自治区呼和浩特市乌兰察布东路，现有床位336张，设有精神病封闭病房、半开放病房、开放病房和康复病房以及心理病房、老年病房、神经内科病房和药物依赖病房等9个临床科室，现有员工500余人，现任院长王志纲（2011）。医院从2001年开始进行人事分配制度改革，医院效益有了较大发展，但也遇到了一些抵制。目前医院在呼和浩特市和林格尔县公喇嘛乡建设精神康复中心和老年康复中心，预设床位360张。